# Simon Eisenmann

Simon Eisenmann (um 1912)

Simon Eisenmann (* 27. Oktober 1862 in Ampertshausen, Bezirksamt Pfaffenhofen a.d.Ilm; † 6. Oktober 1938 in Rosenheim) war ein bayerischer katholischer Geistlicher und Abgeordneter.

## Werdegang
Eisenmann erwarb 1884 am Gymnasium in Freising die Reifeprüfung und besuchte von 1884 bis 1888 das dortige Lyzeum. Am 29. Juni 1889 empfing er seine Weihe zum Priester. Als Kooperator war er von 1889 bis 1895 in den Pfarreien in Taufkirchen, St. Ursula in München und an der Stadtpfarrkirche St. Georg in Freising seelsorgerisch tätig. Von 1895 bis 1902 war er Pfarrer in Abens. Dort gründete er mehrere Darlehenskassenvereine sowie die Hopfenverkaufsgenossenschaft Abens mit Lagerhaus und Hopfenpräparieranstalt. Von Ende 1902 bis Januar 1906 war er wegen Krankheit extra curam und erhielt dann als freiresignierender Pfarrer das Loretto-Benefizium in Rosenheim.
Bei den Landtagswahlen 1899 zog er als Abgeordneter des Zentrums im Wahlkreis Freising in die Kammer der Abgeordneten des Bayerischen Landtags ein, dem er bis zur Revolution im November 1918 angehörte.
Für seinen Einsatz für den Bau der Lokalbahn Freising–Au–Enzelshausen im Ausschuss zur Beratung der Gesetzentwürfe, betreffend die Herstellung von Bahnen lokaler Bedeutung wurde Eisenmann am 1. Oktober 1904 zum Ehrenbürger der Stadt Freising ernannt.
Von Eisenmann stammt eine Schrift über die Bodenzinsablösung.